# 阿伦·博什科维奇
阿伦·博什科维奇（1971年10月28日—），克罗地亚男子水球运动员。他曾代表克罗地亚国家队参加2000年夏季奥林匹克运动会水球比赛，获得第七名。